# Andreas Stähle
Andreas Stähle (* 14. Februar 1965 in Halle (Saale)) ist ein ehemaliger deutscher Kanute und derzeitiger Trainer. Er gewann bei den Olympischen Sommerspielen 1988 zwei Medaillen.

## Sportkarriere
Andreas Stähle war 1981 Zweiter bei der Kinder- und Jugendspartakiade und gewann bei der Junioreneuropameisterschaft im Einer-Kajak und im Vierer-Kajak. Der Kanute begann beim "BSG Aktivist Halle Süd" (heute "Hallescher Kanu-Club 54 e. V.") das Paddeln und wechselte anschließend zur SC DHfK Leipzig und trat 1983 erstmals bei der Weltmeisterschaft in der Erwachsenenklasse an und wurde im Viererkajak auf Anhieb Weltmeister. Nachdem Stähle die Olympiateilnahme 1984 wegen des Olympiaboykotts der DDR verpasst hatte, gewann er 1985 als erster deutscher den Weltmeistertitel im Einer-Kajak über 500 m. 1986 erhielt Stähle seine dritte Goldmedaille bei Weltmeisterschaften, diesmal wieder im Vierer. 1987 gewann er im Einer die Silbermedaille hinter dem Neuseeländer Paul MacDonald. Im Jahr darauf unterlag Stähle bei den Olympischen Kanuwettbewerben über 500 Meter dem Ungarn Zsolt Gyulay deutlich, gewann aber Silber vor Paul MacDonald. Mit dem Vierer-Kajak gewann Stähle mit Bronze seine zweite olympische Medaille. 1990 erhielt er noch eine Silbermedaille bei der Weltmeisterschaft in Posen.
Stähle wurde 1986 mit dem Vaterländischen Verdienstorden in Gold und 1984 sowie 1988 in Silber ausgezeichnet.
Nach der Wende zog es Andreas Stähle nach Baden-Württemberg, dort war er Trainer der Kanugemeinschaft Stuttgart.

## Internationale Medaillen
- 1983 Weltmeisterschaft
  - Bronze im Einerkajak über 500 Meter
  - Gold im Viererkajak über 500 Meter mit Peter Hempel, Harald Marg und Rüdiger Helm
  - Silber im Viererkajak über 1000 Meter mit Peter Hempel, Harald Marg und Rüdiger Helm
- 1985 Weltmeisterschaft
  - Gold im Einerkajak über 500 Meter
- 1986 Weltmeisterschaft
  - Gold im Viererkajak über 500 Meter mit Frank Fischer, André Wohllebe und Jens Fiedler
- 1987 Weltmeisterschaft
  - Silber im Einerkajak über 500 Meter
- 1988 Olympische Spiele
  - Silber im Einerkajak über 500 Meter
  - Bronze im Vierkajak über 1000 Meter mit André Wohllebe, Kay Bluhm und Hans-Jörg Bliesener
- 1990 Weltmeisterschaft
  - Silber im Viererkajak über 500 Meter mit Mathias Hoppe, Uwe Münch und André Wohllebe